# Gladpack (TV-serie)
Gladpack, med undertiteln transparent underhållning i all välmening är en TV-serie med Galenskaparna och After Shave som sändes i sex halvtimmesprogram i SVT under perioden 6 februari-12 mars år 2000 .
Serien leddes av programledarparet Bibi och Henry Vogeljazz, spelade av Kerstin Granlund och Jan Rippe. Serien var en blandning av flera sorters TV-underhållning, ett mellanting mellan modern talkshow och gammaldags estradunderhållning. Sketcher varvades med sånger, monologer och debatter.
Serien spelades in med studiopublik. Allt var upplagt som en föreställning, det vill säga att alla inslag kom efter varandra utan att man bröt för paus mellan dem.
Övrigt: Programmet sändes åtta till halv nio på söndagkvällar, före sportspegeln, i det första avsnittet så dröjde Bibi och Henry kvar, i sportspegeln och presenterade det då nyskrivna inslaget "Inomhusfotbolls-VM för kubblag".
GladPack släpptes på DVD den 25 augusti 2010 med föreställningen Allt Möjligt som extramaterial. Även en specialversion av serien, var bidrag vid TV-galan i Montreux 2002, finns med som extramaterial, samt 37 minuter med "oanvända" inslag från serien (det vill säga sådana som spelades in, men inte togs med). Däremot finns fotbolls-VM-inslaget inte med.